# Stazione di Kami-Nakazato
La Stazione di Kami-Nakazato (上中里駅?, Kami-Nakazato-eki) è una stazione ferroviaria di Tokyo servita dalla linea Keihin-Tōhoku della JR East.

## Linee

### Treni
- East Japan Railway Company
  - ■ Linea Keihin-Tōhoku

## Struttura
La stazione è dotata di una banchina centrale a isola con due binari sopraelevati.
| 1 | ■ Linea Keihin-Tōhoku | per Akabane, Urawa e Ōmiya        |
| 2 | ■ Linea Keihin-Tōhoku | per Ueno, Tokyo, Yokohama e Ōfuna |

## Stazioni adiacenti
| «                   | Servizio            | »                   |
| Linea Keihin-Tōhoku | Linea Keihin-Tōhoku | Linea Keihin-Tōhoku |
| ------------------- | ------------------- | ------------------- |
| Tabata              | Locale              | Ōji                 |
| Tabata              | Rapido              | Ōji                 |